# Menelao di Alessandria

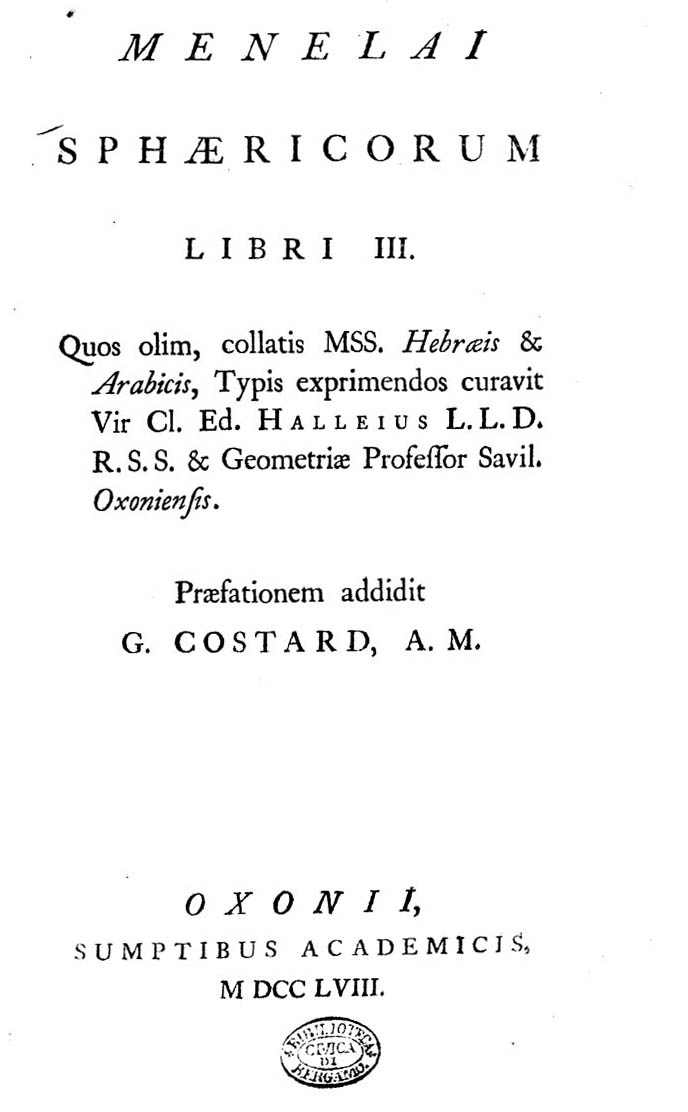
Sphaericorum libri tres

Menelao di Alessandria (Alessandria d'Egitto, 70 circa – Roma, 140 circa) è stato un matematico e astronomo greco antico di cui si conserva un importante trattato di geometria sferica, lo Sphaerica.

## Biografia
Quasi nulla è noto della vita di Menelao. Pappo e Proclo lo dicono di Alessandria e Claudio Tolomeo ricorda due sue osservazioni astronomiche del 98 . Il dialogo di Plutarco De facie quae in orbe lunae apparet, ambientato a Roma, ha per oggetto una conversazione alla quale partecipa il matematico Menelao. Ciò ha fatto pensare che lo scienziato possa aver trascorso parte della sua vita a Roma.

## LoSphaerica
L'unica opera di Menelao conosciuta, gli Sphaerica, è un trattato in tre libri di geometria (e trigonometria) sferica: il più importante sull'argomento conservatosi dall'antichità.
Il primo libro introduce il concetto di triangolo sferico e sviluppa la geometria della superficie sferica in analogia a quanto fa Euclide negli Elementi per la geometria piana. Il secondo libro contiene applicazioni all'astronomia. Nel terzo libro si espone la trigonometria sferica ed appare, in particolare, il teorema di Menelao.
Il testo greco dell'opera è perduto, ma se ne è conservata una traduzione araba, che è stata tradotta in latino da Gerardo da Cremona, Francesco Maurolico e Edmond Halley.

Il teorema di Menelao

## Altri risultati scientifici
Claudio Tolomeo, nell'Almagesto, ricorda che Menelao aveva osservato nel 98 le occultazioni da parte della Luna delle stelle Spica e Beta Scorpii.
Autori arabi gli attribuiscono degli Elementi di geometria e un testo di meccanica, ma queste opere non si sono conservate. Alcuni storici moderni gli avevano attribuito anche la composizione di un catalogo stellare, ma su basi che sono apparse inconsistenti a Neugebauer.

## Edizioni moderne
- Halley, Edmond (ed.), Menelai Sphaericorum Libri III,  Oxonii 1758.
- Krause, Max (ed.), Die Sphaerik von Menelaos aus Alexandrien in der Verbesserung von Abu Nasr Mansur b.'Ali b.'Iraq, Berlin, Weidmann, 1936.
- (LA) Menelaus Alexandrinus, Sphaericorum libri tres, Oxonii, sumptibus Academicis, 1758. URL consultato il 15 giugno 2015.
- Roshdi Rashed and Athanase Papadopoulos, Menelaus' Spherics. Early Translation and al-Māhānī / al-Harawī's Version. De Gruyter, Scientia Graeco-Arabica 21. xiv, 874 pages. ISBN 978-3-11-056987-2